# M.O.D.O.K. (serie de televisión)
Marvel's M.O.D.O.K., o simplemente M.O.D.O.K., es una serie animada web estadounidense para adultos que usa la técnica de animación por stop motion, creada por Jordan Blum y Patton Oswalt para Hulu, basada en el personaje de Marvel Comics. La serie fue producida por Marvel Studios a través de Marvel Television y Marvel Animation.
Patton Oswalt protagoniza el papel de M.O.D.O.K., un supervillano que lucha por manejar su empresa y su familia. Aimee Garcia, Ben Schwartz, Melissa Fumero, Wendi McLendon-Covey, Beck Bennett, Jon Daly y Sam Richardson también protagonizan la serie. Hulu ordenó la producción de M.O.D.O.K. en febrero de 2019, como parte de un grupo de series basadas en personajes de Marvel que pretendían desembocar en un especial crossover titulado The Offenders, siendo producida por Marvel Television y Marvel Animation. La supervisión de la serie se trasladó a Marvel Studios en diciembre de 2019, cuando Marvel Television se integró en esa compañía. El elenco se anunció en enero de 2020, y la escritura y la filmación se completaron posteriormente. La animación stop-motion de la serie corre a cargo de Stoopid Buddy Stoodios.
M.O.D.O.K. tuvo su estreno el 21 de mayo de 2021, con su primera temporada compuesta por 10 episodios.

## Premisa
Después de pasar años fracasando en su intento de hacerse con el control del mundo y luchando contra los superhéroes por el camino, M.O.D.O.K., tras ser destituido de su empresa A.I.M. después de que ésta cayera en bancarrota y fuera vendida al rival GRUMBL, comienza a lidiar con su mancillada familia mientras se enfrenta a una crisis de mediana edad.

## Personajes

### Principales
- Patton Oswalt como George Tarleton / M.O.D.O.K.:
Una cabeza robótica flotante que es el antiguo líder de A.I.M. y está obsesionado con tener el control y conquistar el mundo. Le disgustan los superhéroes y sus supervillanos rivales, ya que cree que debería ser superior a ellos, además de enfrentarse a una crisis de mediana edad con su familia de los suburbios de Nueva Jersey.[1][3][4]
- Aimee Garcia como Jodie Tarleton:
La esposa de M.O.D.O.K. que cuestiona su papel como supervillano superior. Ella decide emprender un nuevo cambio de carrera tras dirigir un blog de madres, ganando dinero para mantener a su familia antes de convertirse ella misma en supervillana, ganando la atención de un superhéroe, del que se dijo que iba «más allá de las expectativas de las típicas esposas de comedia».[1][5][3]
- Ben Schwartz como Lou Tarleton:
El hijo de 12 años socialmente torpe de M.O.D.O.K., el cual fue creado en un laboratorio. Es diferente al resto de su familia y no tiene ninguna preocupación en el mundo.[1][3][5] El personaje lleva una sudadera azul como guiño a que Schwartz puso voz a personajes asociados a ese color en Rise of the Teenage Mutant Ninja Turtles, DuckTales y Sonic the Hedgehog.[6]
- Melissa Fumero como Melissa Tarleton:
La popular hija de 17 años de M.O.D.O.K. que comparte la apariencia de su padre. Es la chica más popular de su instituto y quiere ganarse la aprobación de su padre como supervillana.[1][3] También es abiertamente bisexual.[7]
- Wendi McLendon-Covey como Monica Rappaccini:
La archienemiga laboral de M.O.D.O.K., con la que se ve obligado a trabajar.[1]
- Beck Bennett como Austin Van Der Sleet:
El nuevo jefe de M.O.D.O.K., un veinteañero que pertenece a GRUMBL, una gran empresa tecnológica que invierte y toma el control de A.I.M.[1][5][4]
- Jon Daly como Super-Adaptoide:
Un robot que tiene grandes ambiciones como artista y odia estar esclavizado como sirviente de M.O.D.O.K.[1][3]
- Sam Richardson como Gary:
El leal secuaz de M.O.D.O.K. que es constantemente optimista.[1]

### Recurrentes
- Jon Hamm como Tony Stark / Iron Man: Un superhéroe y el dueño de Industrias Stark.[8]
- Nathan Fillion como Simon Williams / Hombre Maravilla: Un superhéroe y el propietario de Williams Innovations.[8][9]
- Whoopi Goldberg como Marian Pouncy / Poundcakes: Una luchadora con superfuerza.[10]
- Bill Hader como Samuel Sterns / El Líder: Un supervillano con un gran cráneo y un intelecto de genio.[8]
  - Hader también da voz a David Alan Angar / Angar the Screamer: Un supervillano con cuerdas vocales mejoradas que producen sonido sónico.[8]
- Kevin Michael Richardson como Nathaniel Essex / Mr. Siniestro: Un supervillano y enemigo de los X-Men que se especializa en genética mutante.[11]

## Episodios
| N.º | Título                                    | Dirigido por              | Escrito por                     | Fecha de lanzamiento original |
| --- | ----------------------------------------- | ------------------------- | ------------------------------- | ----------------------------- |
| 1   | «If This Be... M.O.D.O.K.!»               | Eric Towner & Alex Kramer | Jordan Blum & Patton Oswalt     | 21 de mayo de 2021            |
| 2   | «The M.O.D.O.K. That Time Forgot»         | Eric Towner & Alex Kramer | Geoff Barbanell & Itai Grunfeld | 21 de mayo de 2021            |
| 3   | «Beware from What Portal Comes!»          | Eric Towner & Alex Kramer | Brett Cawley & Robert Maitia    | 21 de mayo de 2021            |
| 4   | «If Saturday Be... For the Boys!»         | Eric Towner & Alex Kramer | Patton Oswalt                   | 21 de mayo de 2021            |
| 5   | «If Bureaucracy Be Thy Death!»            | Eric Towner & Alex Kramer | Cullen Crawford                 | 21 de mayo de 2021            |
| 6   | «Tales from the Great Bar-Mitzvah War!»   | Eric Towner & Alex Kramer | Lauren Sodja Otero              | 21 de mayo de 2021            |
| 7   | «This Man... This Makeover!»              | Eric Towner & Alex Kramer | Yolanda Carney                  | 21 de mayo de 2021            |
| 8   | «O, Were Blood Thicker Than Robot Juice!» | Eric Towner & Alex Kramer | Brett Cawley & Robert Maitia    | 21 de mayo de 2021            |
| 9   | «What Menace Doth the Mailman Deliver!»   | Eric Towner & Alex Kramer | Geoff Barbanell & Itai Grunfeld | 21 de mayo de 2021            |
| 10  | «Days of Future M.O.D.O.K.s»              | Eric Towner & Alex Kramer | Jordan Blum                     | 21 de mayo de 2021            |

## Producción

### Desarrollo
En febrero de 2019, se anunció que Marvel Television y Marvel Animation estaban desarrollando una serie de televisión animada para adultos basada en M.O.D.O.K., con una orden de producción de la serie para Hulu, junto con otras basadas en Hit-Monkey, Tigra & Dazzler, y Howard el Pato, que debían conducir a un especial crossover titulado The Offenders. La serie fue creada por Jordan Blum y Patton Oswalt, quienes se esperaba que escribiesen para la serie y produjeran ejecutivamente junto a Jeph Loeb. Brett Crawley, Robert Maitia, Grant Gish, Joe Quesada y Karim Zreik también son productores ejecutivos de la serie. En diciembre de 2019, Marvel Television se añadió a Marvel Studios, que llevó la supervisión posterior de la serie. En enero de 2020, Marvel decidió no seguir adelante con Howard the Duck, Tigra & Dazzler, y The Offenders, con M.O.D.O.K. y Hit Monkey, continuando como estaba previsto.
Después de que Marvel Television fuera añadida a Marvel Studios, Blum declaró que Kevin Feige apoyó la serie y dijo que «siguiera adelante» con el concepto. A Blum se le permitió dar a la serie su propia designación de multiverso y eligió la Tierra-1226 en honor al cumpleaños de su hijo.

### Escritura
En enero de 2020, Craig Erwich, vicepresidente senior de las producciones originales de Hulu, reveló que «algunos episodios» de la serie habían terminado de grabarse. En octubre de 2020, Oswalt confirmó que la escritura y la grabación de audio para la serie habían concluido, bajo el título provisional Bighead. Oswalt declaró que Marvel le permitió a él y al equipo creativo incluir una variedad de personajes populares y relativamente desconocidos en la serie, entre los que se encuentran varios superhéroes y miembros de equipos relacionados con los X-Men.

### Casting
Junto al anuncio de la serie, se informó que Oswalt se unía al elenco principal interpretando a M.O.D.O.K. En enero de 2020, se anunció que Aimee Garcia, Ben Schwartz, Melissa Fumero, Wendi McLendon-Covey, Beck Bennett, Jon Daly y Sam Richardson también se sumaban al elenco principal de la serie.

### Animación
En octubre de 2020, se informó que el trabajo en los aspectos de stop-motion de la serie se había completado con Stoopid Buddy Stoodios proporcionando los visuales para los episodios, que tenían «cada fotograma [lleno] de detalles locos». Durante el panel online del New York Comic Con de ese mismo mes, Oswalt reveló que Stoopid Buddy Studios creó una «tecnología innovadora» que utilizaba técnicas de cinematografía de mano para los diseños de marionetas de stop-motion de los personajes y el entorno.

### Música
Daniel Rojas es el compositor de la serie.

## Marketing
En septiembre de 2020, Hulu reveló el logo de la serie, y Entertainment Weekly publicó las primeras imágenes de la serie el 9 de octubre de 2020, antes de un panel que se celebró durante la Comic Con de Nueva York ese mismo día, donde Blum y Oswalt presentaron dos clips de la serie y un B roll entre bastidores.
Para promocionar la serie, Patton Oswalt y Jordan Blum coescribieron una miniserie para Marvel Comics titulada M.O.D.O.K.: Head Games. El cómic establece rápidamente la existencia de la familia de M.O.D.O.K. de la serie de Hulu en el Universo Marvel principal, aunque como un trío de Super-Adaptoides que fueron copiados de sus alucinaciones provocadas por un programa con fallos en su cabeza.

## Lanzamiento
M.O.D.O.K. fue estrenada el 21 de mayo de 2021 en el servicio de streaming Hulu, con una primera temporada de diez episodios, estrenados en simultáneo. En territorios internacionales selectos, ese mismo día se lanzó su primer episodio en Disney+ Star como un Star Original, lanzando sus siguientes episodios semanalmente. y En América Latina la primera temporada completa de la serie se estrenó El 3 de noviembre de 2021 en Star+

## Recepción
En el sitio web del agregador de reseñas Rotten Tomatoes, la serie tiene un índice de aprobación del 100%, basándose en 8 reseñas con una calificación media de 8,1/10.